# 寿々喜多呂九平
寿々喜多 呂九平（すすきた ろくへい、1899年 - 1960年12月18日）は、日本の脚本家、映画監督、映画プロデューサーである。ロクヘイ・ススキタ、加味鯨児、新妻逸平太、あるいは神脇 満（かみわき みつる）名義でも作品を発表した。20代半ばに書いた阪東妻三郎プロダクション製作の『雄呂血』の脚本で知られる。『日本映画監督全集』（キネマ旬報社、1976年）で本名を「神脇満」と紹介されたが、これは誤り。正しくは神脇榮満（えいみつ）である。

## 来歴
1899年（明治32年）、鹿児島県に生まれる。
長じて浅草オペラに出入りし、「ペラゴロ」（浅草オペラの熱狂的なファン）となり、活動写真の看板屋となる。
1922年（大正11年）春、22歳のとき、横浜の大正活映にいた知人山内英三（のちの映画監督）のツテで『実録忠臣蔵』の試写を観て、監督の牧野省三に傾倒して京都入り、同作を製作した「牧野教育映画製作所」の文芸部に入社した。
同じ下宿にいた阪東妻三郎、二川文太郎、井上金太郎ら俳優と映画論を戦わせ、まだ無名だった阪東を牧野に推薦する。
1923年（大正12年）6月1日の「マキノ映画製作所」設立の翌月には、牧野・金森万象共同監督による市川幡谷主演作品『紫頭巾浮世絵師』で、脚本家としてデビューした。阪東が初めて主演に抜擢された寿々喜多脚本第2作『鮮血の手型 前篇・後篇』（監督沼田紅緑、同年10月17日前篇、同26日後篇公開）をはじめ、同社でわずか1年の間に24作の脚本を量産した。寿々喜多のニヒリスティックな脚本は、従来の剣戟俳優との違いを明確にし、阪東を一躍スターにした。

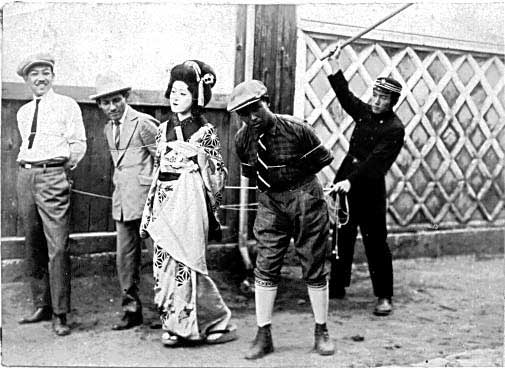
『探偵綺譚 文明の復讐』（1925年）左から寿々喜多呂九平、不明、マキノ輝子、金森萬象、月形龍之介

マキノ映画製作所が東亜キネマと合併しても同社の「等持院撮影所」で、マキノ・プロダクションとして再独立しても同社の「御室撮影所」で、牧野省三のもとで実に56本もの脚本を書きまくっていたが、1929年（昭和4年）7月25日に牧野が死去すると、翌1930年（昭和5年）、帝国キネマ演芸に移籍、映画監督に転向する。監督デビュー作は松本泰輔主演の無声映画『水戸黄門 遍歴奇譚』で、同年10月24日に浅草「常磐座」等で公開された。翌1931年（昭和6年）、帝国キネマが新興キネマに改組されてからも含めて、1939年（昭和14年）までに34本を監督したが、1940年（昭和15年）7月25日に公開された大友柳太郎主演の『花婿五千石』からは本名の神脇榮満（えいみつ）に似た「神脇満」名で翌1941年（昭和16年）までに3本を監督した。
1942年（昭和17年）の戦時統合で新興キネマが大映となり、1945年に終戦を迎え、しばらく消息がわからなくなるが、1946年（昭和21年）に公開された、京都映画社製作の短篇アニメ映画『魔法のペン』で脚本家として復活している。また1949年（昭和24年）、マキノ雅弘らの制作プロダクション「CAC」が製作、東宝が配給した阪東妻三郎の主演映画『佐平次捕物帳 紫頭巾 前篇・後篇』で「原作」としてクレジットされている。
1951年（昭和26年）設立の宝塚映画で50代を過ごしているようで、1953年（昭和28年）、野淵昶監督の『千姫』の脚本を書き、翌1954年（昭和29年）には「ロクヘイ・ススキタ」名義で、『快傑鷹』全3作を13年ぶりに監督している。監督としてはこれが遺作になる。1957年（昭和32年）には柳家金語楼の主演映画のプロデューサーとして、「神脇満」名がクレジットされている。
1960年（昭和35年）12月18日、死去。61歳没。死にいたる日々は半身不随であったという。

## 人物・エピソード
「ペラゴロ」だった呂九平が、マキノの門を叩いた際に持参したのは、処女作『佐平治捕物帖・浮世絵師』だった。助監督兼雑用係としてマキノに入社したが、たまたま阪東妻三郎と同じ下宿だったため意気投合、無二の親友となった。
『鮮血の手形』は、バンツマのために呂九平が書き下ろした脚本であり、これは上述の『佐平治捕物帖』を発展させたものである。呂九平はやはり浅草オペラ出身のアナキストで、漠与太平門下生の二川文太郎監督とのコンビで、1923年（大正12年）から1925年（大正14年）にかけて、『恐怖の夜叉』、『討たるる者』、『影法師』、『墓石が鼾する頃』、『雄呂血』と、バンツマの人気を不動とした脚本を十三本書いている。このころ、呂九平は次のように語っている。
「旧劇は既に過去のものであった、青年から見放されていた。さればこそ、私は時代劇の世界へと、あえて身を投じた、未開拓の処女地に最初の楔を打つために」
呂九平の硬骨の姿勢は『雄呂血』（1925年）に、「世に無頼漢と称する者、そは天地に愧じぬ正義を理想とする若者にその汚名を着せ、明日を知れぬ流転の人生へと突き落とす、支配勢力・制度の悪ならずや」との字幕に現れているが、これは当局の検閲で丸々カットとなった。また同じく『討たるる者』でも、「仇討」の不毛さを嘆くセリフがカットされている。

## 関連事項
- 牧野教育映画製作所 - マキノ映画製作所 - 東亜キネマ - マキノ・プロダクション （牧野省三）
- 帝国キネマ - 新興キネマ
- 阪東妻三郎プロダクション （阪東妻三郎）

## 註
1. ↑  『週刊サンケイ臨時増刊 大殺陣 チャンバラ映画特集』（サンケイ出版）
2. 1 2  『日本映画監督全集』（キネマ旬報社、1976年）の「寿々喜多呂九平」の項（pp.223-224）を参照。同項執筆は岸松雄。
3. 1 2 3  #外部リンクの日本映画データベースの当該ページを参照。
4. ↑  ここまで『週刊サンケイ臨時増刊 大殺陣 チャンバラ映画特集』夢野京太郎「チャンバラ変遷史・序説」（サンケイ出版）より